# مك أرثر (أوهايو)
مك أرثر (بالإنجليزية: McArthur, Ohio)‏ هي بلدة تقع في الولايات المتحدة في مقاطعة فنتون، أوهايو. يقدر عدد سكانها بـ 1,701 نسمة ومساحتها 3.47 كم2 وترتفع عن سطح البحر 233 متر.

## التركيبة السكانية
قام مكتب تعداد الولايات المتحدة بتحديد بيانات التركيبة السكانية لمك أرثر في تعداد الولايات المتحدة. في ما يلي، التركيبة السكانية حسب تعدادي 2000 و2010.

### تعداد عام 2000
بلغ عدد سكان مك أرثر 1,888 نسمة بحسب تعداد عام 2000، وبلغ عدد الأسر 777 أسرة وعدد العائلات 512 عائلة مقيمة في القرية. في حين سجلت الكثافة السكانية 1,416.2 نسمة لكل ميل مربع (546.8/كم2). وبلغ عدد الوحدات السكنية 845 وحدة بمتوسط كثافة قدره 633.8 نسمة لكل ميل مربع (244.7/كم2).
وتوزع التركيب العرقي للقرية بنسبة 98.15% من البيض و 0.26% من الأمريكيين الأصليين و 0.11% من الأمريكيين الأفارقة و 1.48% من عرقين مختلطين أو أكثر.
بلغ عدد الأسر 777 أسرة كانت نسبة 35.1% منها لديها أطفال تحت سن الثامنة عشر تعيش معهم، وبلغت نسبة الأزواج القاطنين مع بعضهم البعض 45.0% من أصل المجموع الكلي للأسر، ونسبة 15.4% من الأسر كان لديها معيلات من الإناث دون وجود شريك، وكانت نسبة 34.1% من غير العائلات. تألفت نسبة 31.8% من أصل جميع الأسر من أفراد ونسبة 15.7% كانوا يعيش معهم شخص وحيد يبلغ من العمر 65 عاماً فما فوق. وبلغ متوسط حجم الأسرة المعيشية 3.04، أما متوسط حجم العائلات فبلغ 2.42.
بلغ العمر الوسطي للسكان 33 عاماً. وكانت نسبة 30.1% من القاطنين تحت سن الثامنة عشر، وكانت نسبة 9.2% بين الثامنة عشر والأربعة وعشرون عاماً، ونسبة 26.4% كانت واقعةً في الفئة العمرية ما بين الخامسة والعشرون حتى والأربعة وأربعون عاماً، ونسبة 19.6% كانت ما بين الخامسة والأربعون حتى الرابعة والستون، ونسبة 14.7% كانت ضمن فئة الخامسة والستون عاماً فما فوق. يوجد لكل 100 أنثى 83.3 ذكر، ويوجد لكل 100 أنثى في الثامنة عشر من عمرها فما فوق 75.4 ذكر.
بلغ متوسط دخل الأسرة في القرية 25,393 دولار، أما متوسط دخل العائلة فبلغ 33,026 دولار. وكان متوسط دخل الذكور 30,109 دولار مقابل 21,354 دولار للإناث. وسجل دخل الفرد الخاص بالقرية 14,623 دولار. وكانت نسبة 24.7% من العائلات ونسبة 27.8% من السكان تحت خط الفقر، وكان من هؤلاء نسبة 39.9% تحت سن الثامنة عشر ونسبة 14.8% في الخامسة والستين من العمر وما فوق.

### تعداد عام 2010
بلغ عدد سكان مك أرثر 1,701 نسمة بحسب تعداد عام 2010، وبلغ عدد الأسر 700 أسرة وعدد العائلات 451 عائلة مقيمة في القرية. في حين سجلت الكثافة السكانية 1,278.9 نسمة لكل ميل مربع (493.8/كم2). وبلغ عدد الوحدات السكنية 771 وحدة بمتوسط كثافة قدره 579.7 لكل ميل مربع (223.8/كم2).
وتوزع التركيب العرقي للقرية بنسبة 98.1% من البيض و 0.8% من الأمريكيين الأصليين و 0.1% من الأمريكيين الأفارقة و 0.8% من عرقين مختلطين أو أكثر.
بلغ عدد الأسر 700 أسرة كانت نسبة 34.7% منها لديها أطفال تحت سن الثامنة عشر تعيش معهم، وبلغت نسبة الأزواج القاطنين مع بعضهم البعض 38.4% من أصل المجموع الكلي للأسر، ونسبة 19.6% من الأسر كان لديها معيلات من الإناث دون وجود شريك، بينما كانت نسبة 6.4% من الأسر لديها معيلون من الذكور دون وجود شريكة وكانت نسبة 35.6% من غير العائلات. تألفت نسبة 31.9% من أصل جميع الأسر من أفراد ونسبة 14.5% كانوا يعيش معهم شخص وحيد يبلغ من العمر 65 عاماً فما فوق. وبلغ متوسط حجم الأسرة المعيشية 2.97، أما متوسط حجم العائلات فبلغ 2.43.
بلغ العمر الوسطي للسكان 35.3 عاماً. وكانت نسبة 27.5% من القاطنين تحت سن الثامنة عشر، وكانت نسبة 10.2% بين الثامنة عشر والأربعة وعشرون عاماً، ونسبة 23.6% كانت واقعةً في الفئة العمرية ما بين الخامسة والعشرون حتى والأربعة وأربعون عاماً، ونسبة 23.3% كانت ما بين الخامسة والأربعون حتى الرابعة والستون، ونسبة 15.3% كانت ضمن فئة الخامسة والستون عاماً فما فوق. وتوزع التركيب الجنسي للسكان بنسبة 45.7% ذكور و54.3% إناث.